# Mongeta mung

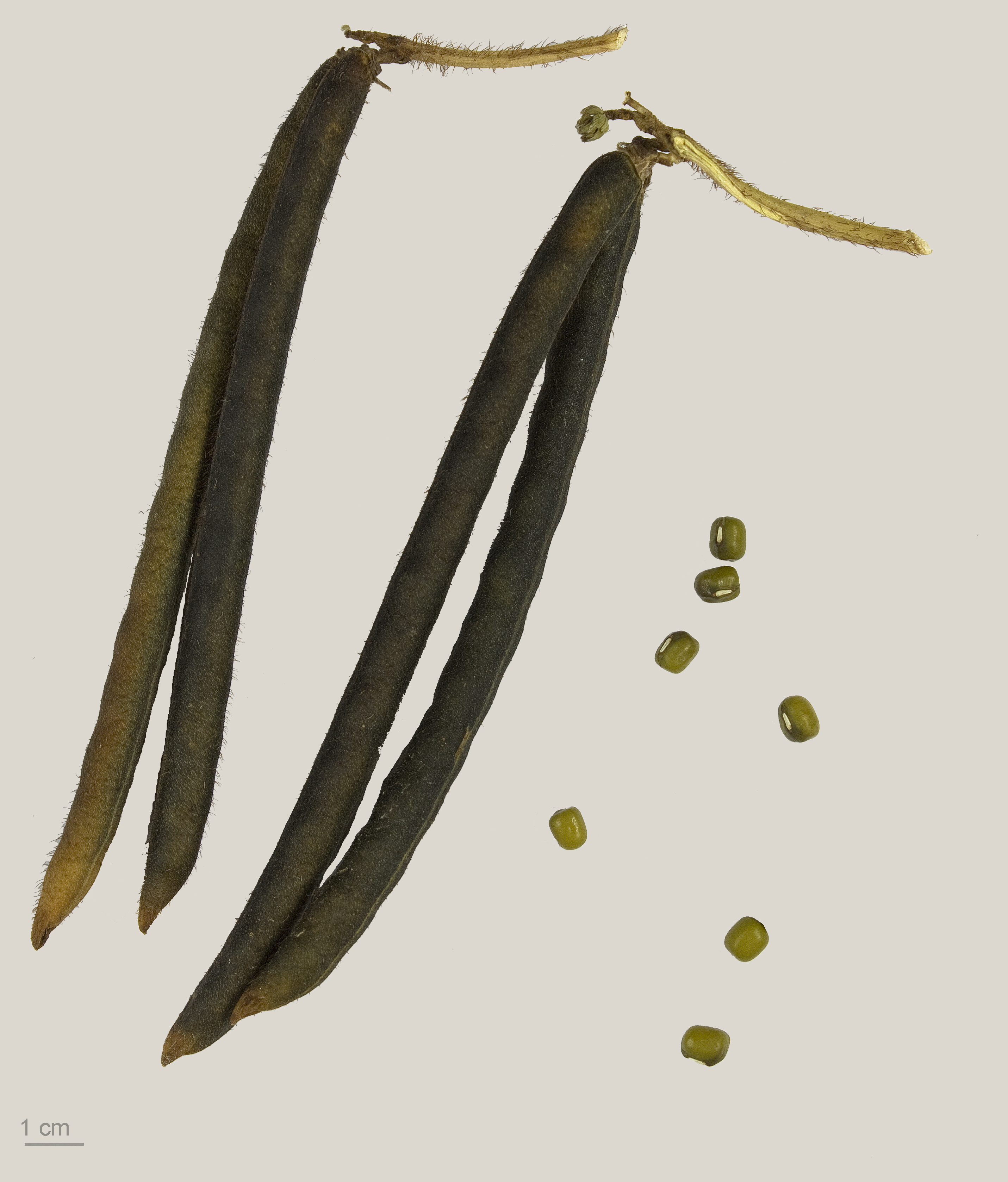
Vigna radiata

La mongeta o fesol mung, també coneguda com a mongeta xinesa, en hindi i swahili: mung, és la llavor de Vigna radiata, que és una planta nativa de Bangladesh, l'Índia, i Pakistan.
És una de les espècies que recentment es van moure del gènere Phaseolus al gènere Vigna, i sovint encara se cita com Phaseolus aureus o Phaseolus radiatus.

## Descripció
És una planta herbàcia anual que fa de 30 a 50 cm d'alt. Les tiges tenen molta pilositat. Floreix en inflorescències, les flors tenen cinc pètals, principalment s'autopol·linitzen. Les tavelles i tenen pilositat fan de 4 a 10 cm de llarg, contenen de 7 a 20 llavors que són de la mida d'un pèsol, de color verd fosc i de vegades grogues o negre brillant. 1000 llavors pesen de 20 a 42 grams.

## Usos
Les mongetes mung es fan servir en la gastronomia xinesa, i altres cuines asiàtiques. El midó d'aquestes mongetes serveix per fideus transparents. També se'n fan postres. Els germinats de les llavors també es mengen

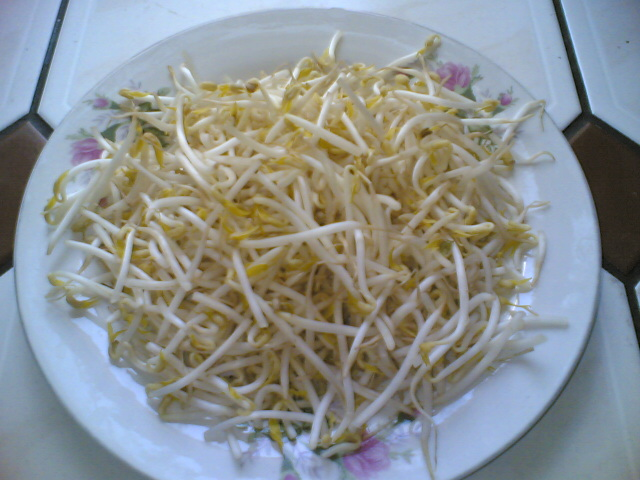
Brots de la planta encara sense coure